# Onde você esteve por oito anos?
"Onde você esteve por oito anos?" ou "Onde você esteve nos últimos oito anos?" (russo:  Где вы были последние восемь лет?; em ucraniano:  Де ви були останні вісім років?) é uma frase usada durante a invasão russa da Ucrânia em 2022 em apoio à Rússia, apontando que a Guerra Russo-Ucraniana está em andamento desde a anexação russa da Crimeia em 2014. Foi descrito como propaganda pró-guerra russa.

## Discurso de Putin "Sobre a condução de uma operação militar especial"
O discurso televisionado do presidente russo Vladimir Putin em 24 de fevereiro de 2022 fez referência aos oito anos que se passaram desde 2014 várias vezes.
| “                | Há oito anos, há oito intermináveis anos, temos feito todo o possível para resolver a situação por meios políticos pacíficos. Tudo foi em vão... O objetivo desta operação é proteger as pessoas que, há oito anos, enfrentam humilhações e genocídios perpetrados pelo regime de Kiev. | ” |
| — Vladimir Putin | |   |

### Respostas
A jornalista e apresentadora de TV ucraniana Kateryna Osadcha disse que "a Rússia vem destruindo a Ucrânia há oito anos".
Em 3 de março de 2022, Pavlo Kanygin, jornalista russo, escreveu suas respostas para as perguntas "onde você esteve por oito anos", que também explicou mais sobre os separatistas no Donbass.